# Zamarada dentigera
Zamarada dentigera là một loài bướm đêm trong họ Geometridae.